# 8-й Рыбацкий проезд
8-й Рыба́цкий прое́зд — проектируемый проезд в Невском районе Санкт-Петербурга. Должен проходить от 2-го до 3-го Рыбацкого проезда параллельно 6-му Рыбацкому проезду.

## История
Название 8-й Рыбацкий проезд присвоено 23 февраля 1987 года. Дано по промышленной зоне Рыбацкое, в которой находится проезд. Ранее использовалось наименование Проезд № 8.